# Walpapi
Walpapi /Značenje imena nije poznato; danas su poznati kao Hunipuitöka/ Pleme porodice Shoshonean iz grupe Zmijskih Indijanaca, koji su do odlaska na rezervat Klamath 1864., tumarali zajedno s Yahuskin Indijancima po predjelima oko jezera Goose, Silver, Warner i Harney u Oregonu. Od 1866-1868 uvučeni su i u 'Zmijski rat' 'Snake War' koji je američka vojska vodila protiv Sjevernih Pajuta u Oregonu i Idahu. Jezik što su ga govorili Zmijski Indijanci (Yahuskin i Walpapi) pripada zapadnoj Numic skupini šošonskih jezika, i dio su Sjevernih Pajuta. 
Kod ranijih autora poznati su kao Hoonebooey Snake, Hoonebooly Snake;  Nollpahpe Snake, Wallpalipe Snake (Ind. Aff. Rep., 1865,) Wihinashtas (Gallatin). Kod Lewisa i Clarka poznati su kao Towahnahiooks i sličnim varijantama (Towannahhiooks). 
Hunipuitöka danas sa svojim rođacima Yahuskinima žive na rezervatima Klamath s Klamathima i Warm Springs s plemenima Tenino (Tyigh, Wyam, John Day, Dalles Tenino), Wasco i Watlala. Na Warm Springsu su jedina skupina Pajuta.
Brojno stanje 1870. iznosilo im je 98 na rezervatu Klamath, i 76 na Warm Springsu 1890.

## Vanjske poveznice
- Indian Tribal History (vidi Yahuskin)  Arhivirana inačica izvorne stranice od 28. siječnja 2013. (Wayback Machine)
- War with the Snake, Bannock and Paiute, Umatilla County, Oregon